# Hub Sieben
Jozef Willem Hubert (Hub) Sieben (Ubachsberg, 27 januari 1915 – Heerlen, 26 juni 1980) was een Nederlands politicus van de KVP.
Hij werd geboren als zoon van Willem Sieben (1884-1945) en Maria Hubertina Bosch (1882-1945). J.W.H. Sieben was een kalkbrander en was daarnaast actief in de lokale politiek. In 1953 kwam hij in de gemeenteraad van Voerendaal; de gemeente waar ook zijn geboorteplaats Ubachsberg behoort. In 1966 werd hij wethouder en nadat Sjra Frencken, de burgemeester van Voerendaal, in 1968 met ziekteverlof was gegaan trad Sieben op als diens tijdelijk vervanger. Omstreeks die tijd sloot hij zijn kalkbranderij, tot dan nog de enige in Nederland. Eind 1969 werd Sieben daar benoemd tot waarnemend burgemeester en in 1971 werd hij alsnog benoemd tot burgemeester van Voerendaal. In februari 1980 bereikte hij de pensioengerechtigde leeftijd maar vanwege een gemeentelijke herindeling die eraan zat te komen was het de bedoeling dat hij nog bijna twee jaar zou aanblijven als waarnemend burgemeester. Enkele maanden later overleed Sieben echter op 65-jarige leeftijd in het Heerlense De Wever-Ziekenhuis.